# Varmingdiget
Varmingdiget er et 860 meter langt, lavt dige over engene på nordsiden af Ribe Å mellem Skydebanevej øst for Ribe og landsbyen Varming. På toppen af diget er en grusbelagt cykelsti, der forbinder de to steder.
En renovering blev påbegyndt i 2018 og afsluttet i 2019 med en budgetteret udgift på 661.000 DKK.
19. februar 2020 brød en del af diget sammen.